# Otkos (przystanek kolejowy)
Otkos (ros. Откос) – przystanek kolejowy w miejscowości Otkos, w rejonie nielidowskim, w obwodzie twerskim, w Rosji. Położony jest na linii Ziemcy - Żarkowskij.